# Campylospermum klainei
Campylospermum klainei là một loài thực vật có hoa trong họ Ochnaceae. Loài này được Farro mô tả khoa học đầu tiên.